# DRAKON

DRAKON execução algorítmica é animada, destacando elementos do diagrama em ordem de execução.

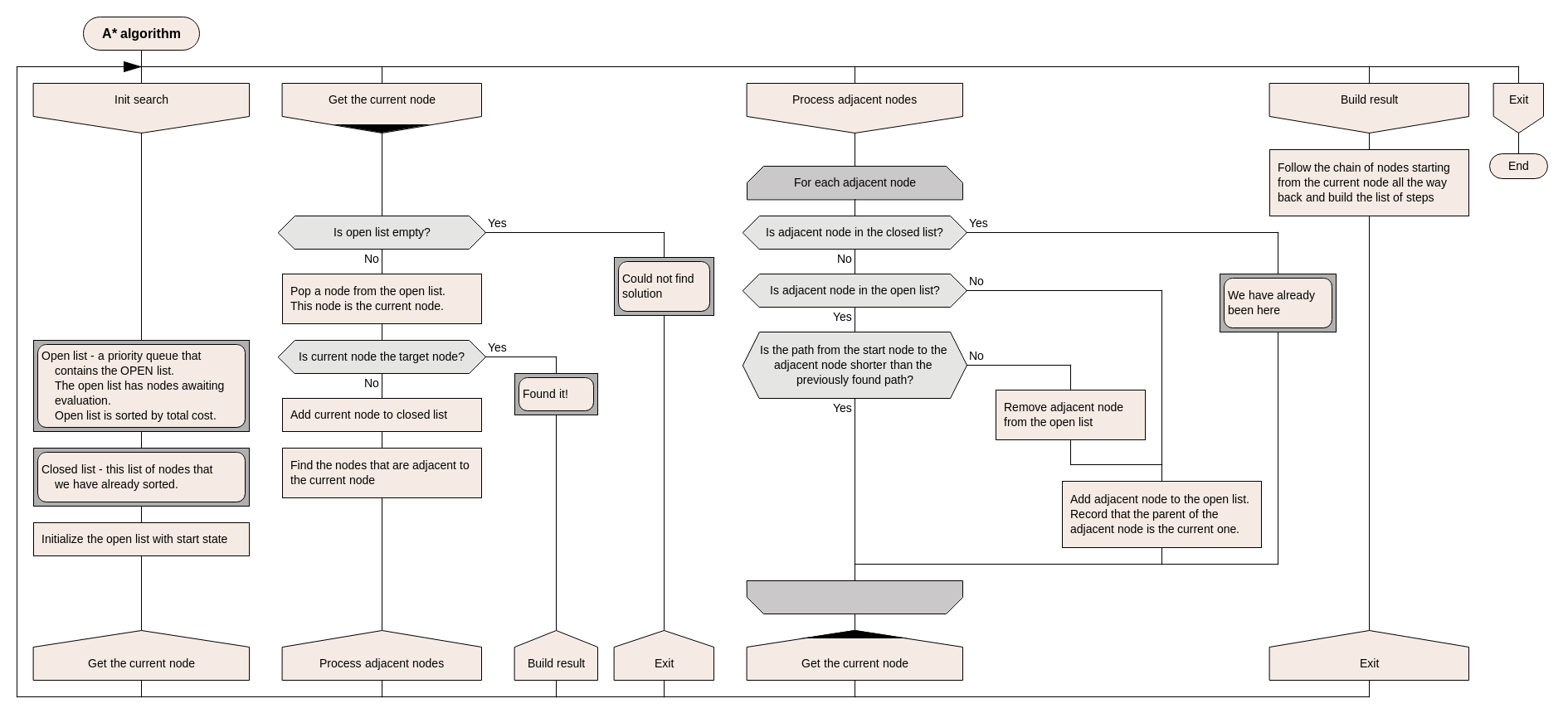
Algoritmo de busca de Dijkstra em DRAKON

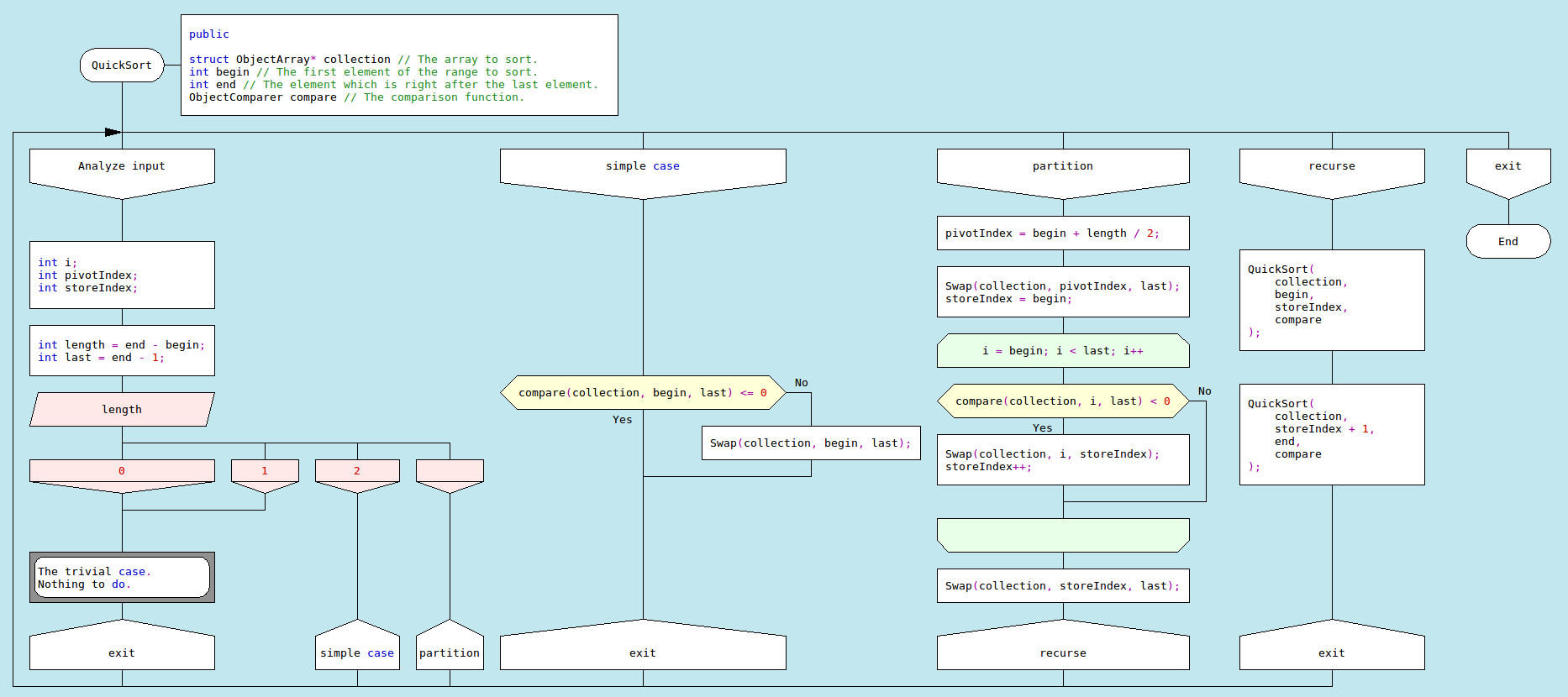
Parte externa do algoritmo quicksort em DRAKON-C

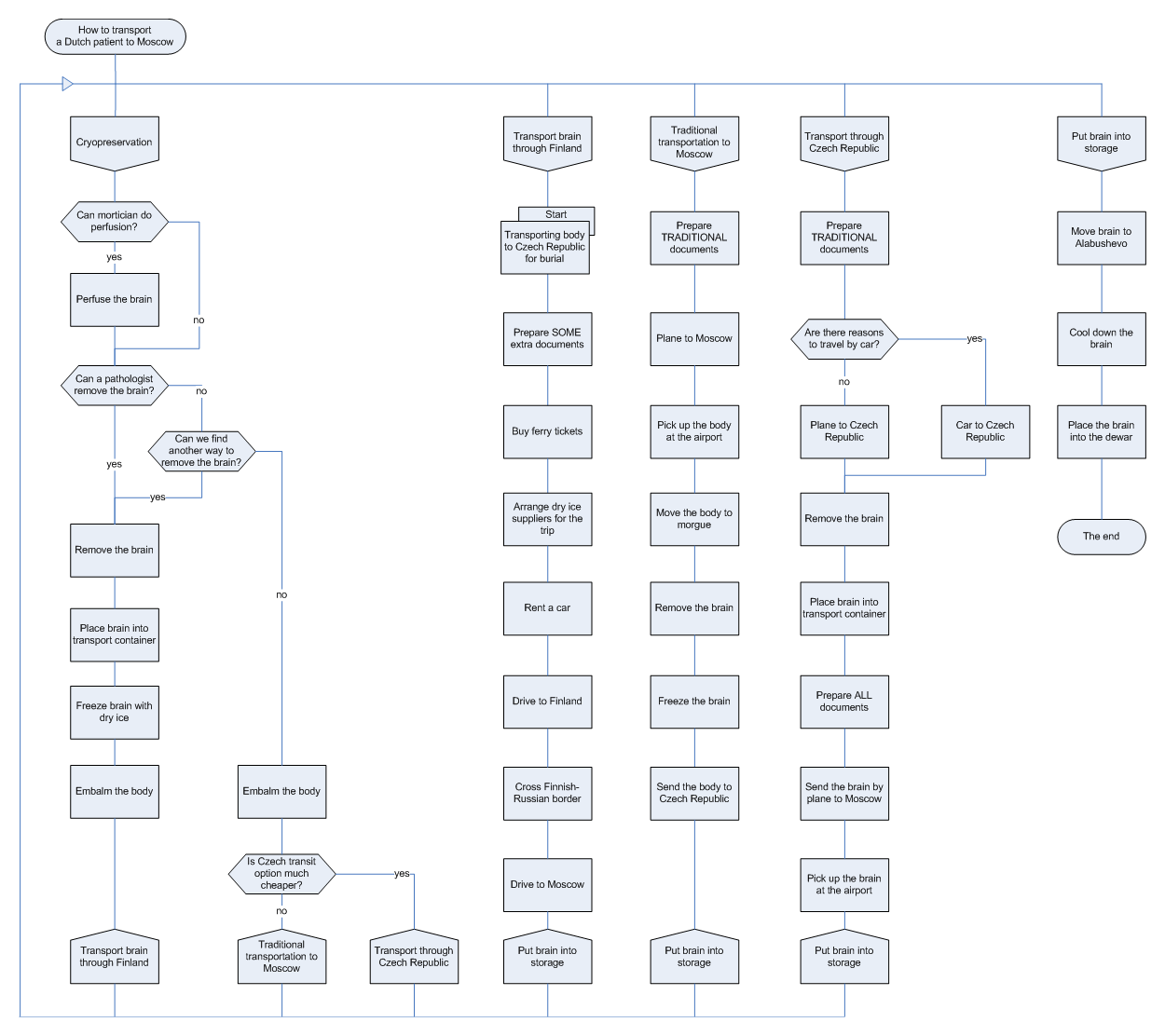
Um diagrama DRAKON descrevendo um transporte de pacientes da criónica

DRAKON é uma linguagem de programação visual algoritimica desenvolvida dentro do projeto espacial Buran seguindo princípios ergonômicos de design. A linguagem fornece uma maneira uniforme para representar fluxogramas de qualquer complexidade, que são de fácil leitura e compreensão.
O Editor DRAKON, que foi lançado em setembro de 2011, é uma implementação da linguagem disponível no domínio público. Ele pode ser usado para criação de documentação, ou para a criação do visual de programas que podem ser convertidos para código fonte em outras linguagens.
Diferente da filosofia de UML, a filosofia da linguagem DRAKON é baseada em ser agumentada se necessário, usando linguagem híbrida, que pode ser ilustrada como "incrustando trechos de código da linguagem textual no formato que DRAKON requer". Dessa forma, DRAKON permanece uma linguagem visual simples que pode ser agumentada por programadores que estejam interessados em tornar o código de seus projetos mais fácil de suportar ou outras necessidade de long prazo por exemplo melhorar a ergonomia do processo de programação ou para deixar o código mais fácil de ser revisado e entendido.
O nome DRAKON é um acrônimo russo para "Дружелюбный Русский Алгоритмический [язык], Который Обеспечивает Наглядность" que é traduzido como "[linguagem] russa amigável para ilustração (ou prover claridade) algorítmica". A palavra "наглядность" (pronunciada aproximadamente como "naa-glya-dno-st-th") se refere ao conceito ou ideia sendo fácil de imaginar ou entender, e pode ser traduzida como "claridade".
A linguagem DRAKON pode ser utilizada tanto como uma linguagem de modelagem/"markup" (que é considerada como um programa "DRAKON puro" independente) e como uma linguagem de programação (como parte de uma linguagem híbrida).

## Família de DRAKON-idiomas (linguagens híbridas)

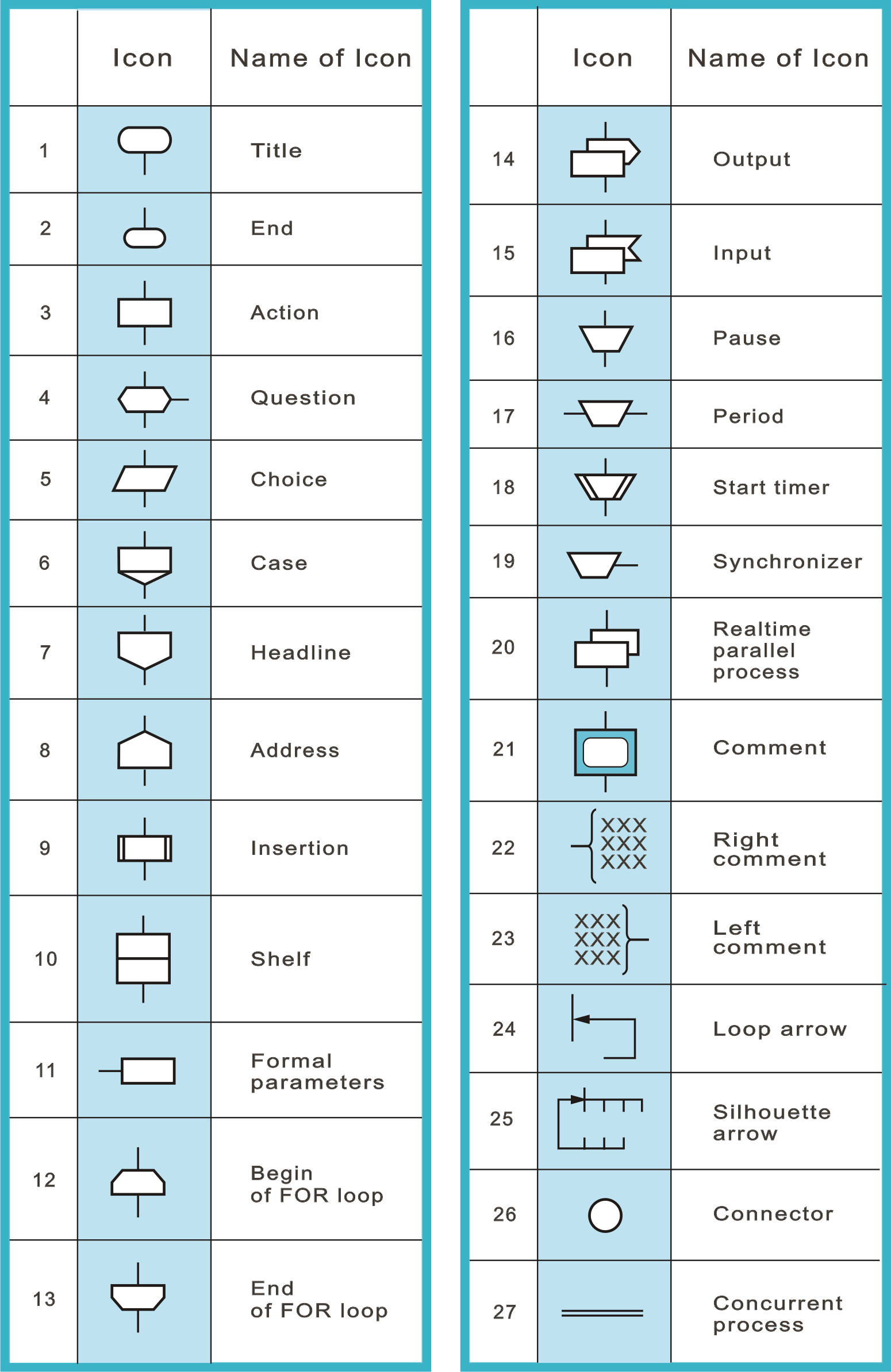
Ícones da linguagem DRAKON

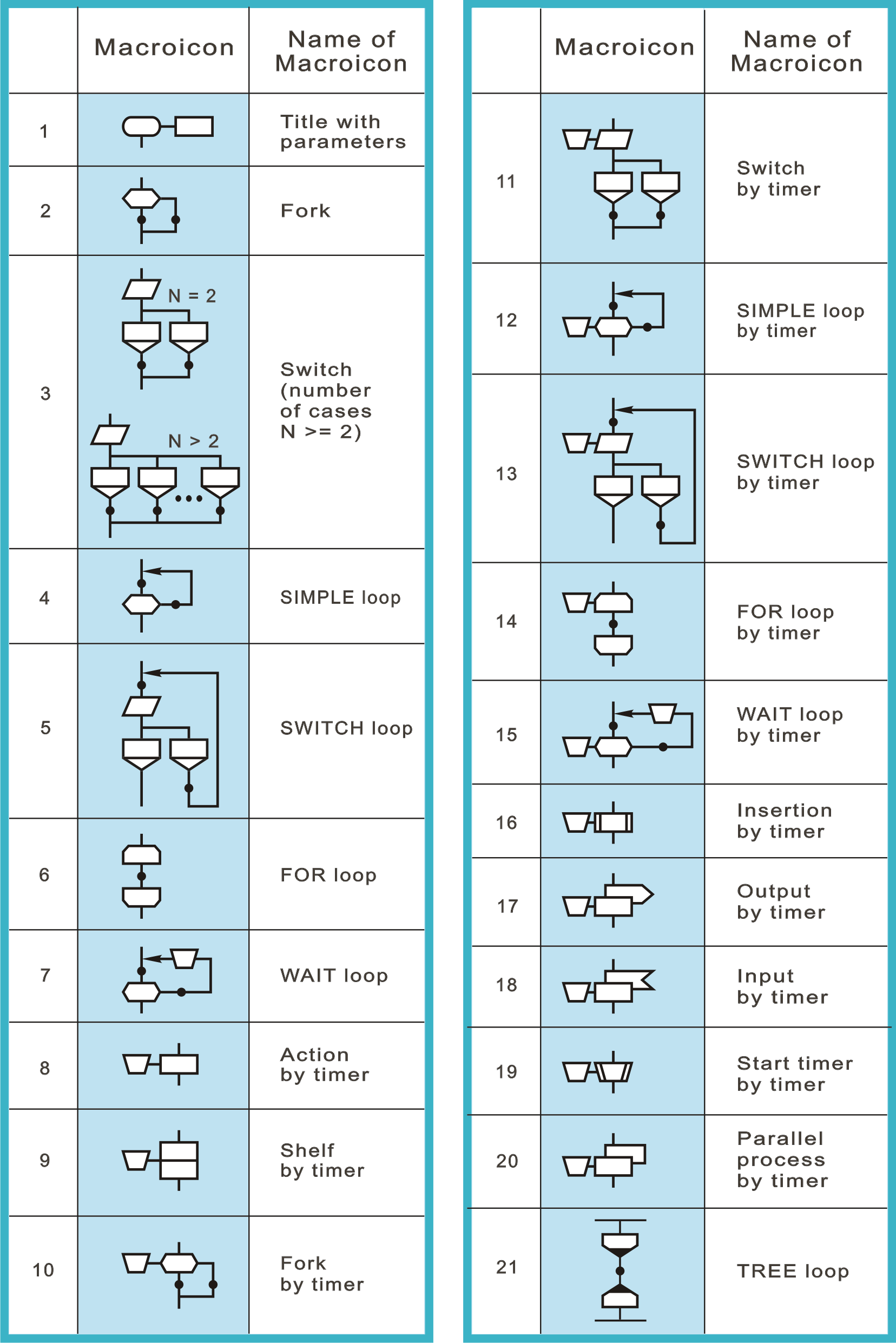
Macroicons da linguagem DRAKON.

## No Centro Aeroespacial Alemão
A linguagem DRAKON é usada no Centro Aeroespacial Alemão para implementação de algumas funções críticas ditadas pelas regulações de segurança de voos de teste, onde automação é importante porque maximiza a distancia até a estação de terra e o processo precisa de execução rápida e automática.
O Editor DRAKON foi usado para programar graficamente diagramas de fluxos que foram especialmente checados. Código C foi gerado a partir gráficos drakon, no caso, de várias representações em DRAKON de código de detecção de lançamentos.